# London Records
London Records é uma gravadora do Reino Unido.
London Records, sediada de Londres logo, é uma gravadora com sede no Reino Unido, com os registros originalmente comercialização nos Estados Unidos, Canadá e América Latina no período de 1947 a 1979, tornando-se então uma etiqueta semi-independente.
Londres surgiu a partir da divisão da propriedade entre a filial britânica da Decca Records e a filial do ramo nos EUA; a versão americana da London registrou o britânico Decca nos EUA, uma vez que não poderia usar o nome "Decca" por lá. Eles foram reservados para os seus álbuns clássicos feitos em seguida, som state-of-the-art estereofônico. Artistas como Georg Solti, Joan Sutherland e Luciano Pavarotti fizeram com que outros artistas gravassem para a empresa.
O nome London também foi usado pela British Decca no mercado do Reino Unido para lançar rótulos americanos que a britânica Decca licenciou, como o Imperial Records, Chess Records, Dot Records, Atlantic Records, Especialidade Records e Sun Records, assim como os dois primeiros lançamentos do Reino Unido da Motown Records. Na década de sessenta mais ofertas de licenciamento foram feitas com Big Top Records, Monumento Records, Papagaio, Philles Records e Oi Records, e Atlantic London, London Monument e London Dot se tornaram subsidiárias. Uma característica incomum era o código de letra no sistema de numeração: ver Catálogo sistemas de numeração para os registros individuais. O rótulo trazia o logotipo "London American Recordings", e na Rádio Luxemburgo era conhecida como "London American".
Na América, o rótulo era mais conhecido como a marca americana das gravações pré-1971 de The Rolling Stones (agora propriedade da ABKCO). O rótulo também originalmente emitido alguns LPs e singles iniciais por texana ZZ Top banda (cujo catálogo foi para a Warner Brothers, quando a banda se mudou para lá).
O presidente da London Records em 1970 foi D.H. Tollerbond.
Após a britânica Decca Records (Inglaterra) ser adquirida pela PolyGram, em 1979, a London, seguiu um caminho mais independente com rótulos subsidiários, como Slash Records, Essential Records Pete Tong e FFRR.
Universal Music Group (o proprietário da americana Decca Records) adquiriu a PolyGram, em 1998 [1], no entanto, a esta altura, a London Records tornou-se um rótulo semi-independente dentro do grupo PolyGram operado por Roger Ames. Quando Ames mudou-se para a Warner Music Group, ele levou o Selo Fonográfico com ele, e por isso quase todos os Long-Plays e Compact Discs do catálogo da London Records imediatamente foi adquirida pela Warner, que também adquiriu o nome London Records e marca Decca Records [2] (que ainda possui catálogo pré-PolyGram). O nome ainda é usado, principalmente, para o Reino Unido com base em artistas, e por artistas ex-Factory Records. Artistas notáveis divulgados pela nova encarnação da London, chamada London Records 90, incluem New Order, Happy Mondays e Shakespears Sister.
Após PolyGram assumir a britânica Decca, a música clássica dos álbuns gravados pela britânica Decca continuou a ser lançada pela gravadora London dos EUA, com um logotipo semelhante ao da Decca Records (Inglaterra) clássica, até que a americana proprietária da Decca, a MCA Records (atual Geffen Records), comprou a britânica Decca Records (Inglaterra) da proprietário PolyGram em 1998, que formou a Universal Music, após reeeditar todos os álbuns do original selo Decca britânico nos EUA
O catálogo London de músicas pop de propriedade da Universal Music é agora gerido por Polydor Records, com distribuição nos EUA, fabricados por Mercury Records.
Em 2010, a Universal propriedade Música recuperou da marca London Records. Em 01 de julho de 2011 a Universal Music recuperou a LondonRecords e relançou-o sob a equipe executiva de Nick Raphael (Presidente) e, mais tarde Jo Charrington (vice-presidente sênior de A & R), que juntos anteriormente funcionou a Epic Records da Sony Music Entertainment desde 2001. Ambos começaram suas carreiras em registros de Londres na era Ames na década de 1990. [2]
O catálogo tradicional da London, em sua maioria, não voltou para a Universal juto com o nome, sendo absorvido pela Warner Bros Records.
Em 2017, a francesa Because Music adquiriu maior parte do catálogo da London Records que pertencia à Warner, a Because criou uma nova divisão denominada London Music Stream.